# Miombo
El miombo és un tipus de sabana boscosa al con sud d'Àfrica.

## Localització
S'estén a través de Zimbàbue, Zàmbia, Moçambic, Angola, República Democràtica del Congo, Tanzània i Malawi. Amb una extensió d'uns 5 milions de quilòmetres quadrats, fan del bosc de miombo la més gran extensió de bosc sec del món.
Els boscos de miombo es poden classificar com a secs o humits segons la quantitat anual i la distribució de la pluja. Els boscos secs es troben a les zones que reben menys de 1.000 mm de precipitació anual, principalment a Zimbabwe, Tanzània central i zones del sud de Moçambic, Malawi i Zàmbia. Els boscos humits són aquells que reben més de 1.000 mm de precipitació anual, situats principalment al nord de Zàmbia, l'est d'Angola, el centre de Malawi i el sud-oest de Tanzània.

## Descripció

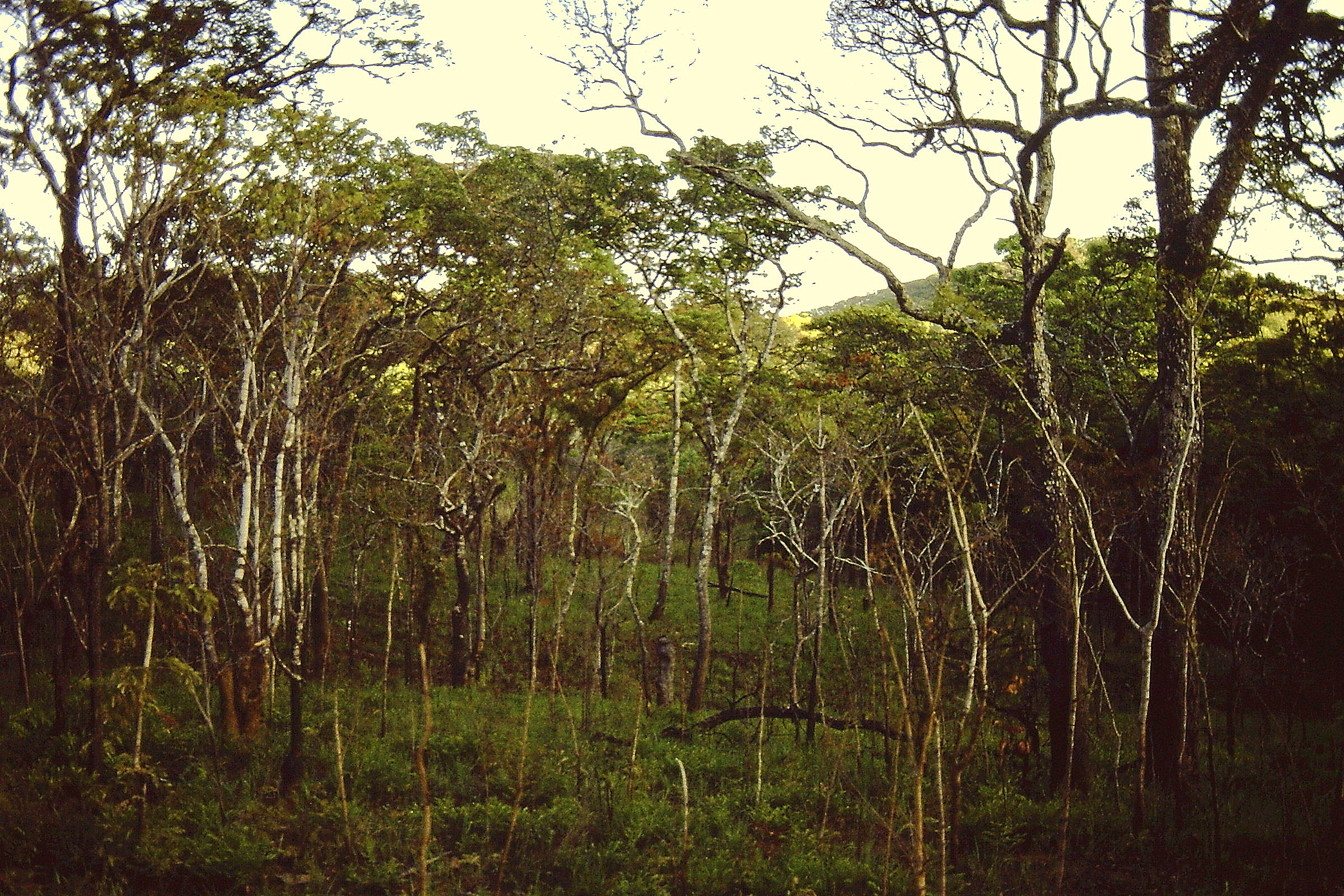
Miombo a l'altiplà de Nyassa.

Miombo és la paraula bantu per designar la Brachystegia, un gènere d'arbres que abasta una gran quantitat d'espècies. L'arbrat de miombo es caracteritza per la presència predominant d'aquestes espècies que creixen a les àrees semiàrides de les sabana tropical o rocoses. Una característica dels arbres és que les fulles canvien per un període curt als colors daurats i vermells, que emmascaren la clorofil·la subjacent, de manera coincident com passa en el període tardorenc de l'hemisferi nord i tornen al color verd, quan l'estació de pluges comença. El llibre "The Miombo Transition: Woodlands & Welfare in Africa", CIFOR (1996), ISBN 979-8764-07-2, corregit per Bruce M Campbell és una referència estàndard en la descripció i la utilitat que per a animals i home tenen aquests arbrats de la sabana.

## Ecorregions de miombo
- Boscos de miombo d'Angola (Angola, República Democràtica del Congo).
- Boscos de miombo del Zambeze Central (Angola, Burundi, República Democràtica del Congo, Malawi, Tanzània, Zàmbia).
- Sabana arbrada de miombo oriental (Malaui, Moçambic, Tanzània).
- Sabana arbrada de miombo meridional (Malawi, Moçambic, Zàmbia, Zimbabwe).

## Gent
Els boscos de miombo són importants per als mitjans de vida rural de moltes persones perquè depenen dels recursos disponibles del bosc. L'àmplia varietat d'espècies proporciona productes no fusters com ara fruites, mel, farratge per al bestiar i llenya.

## Flora i fauna

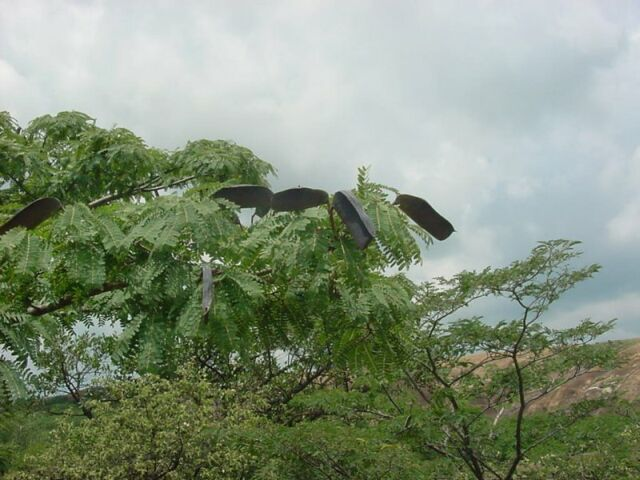
Fullatge i beines a la muntanya Mfuti, Brachystegia glaucescens.

Malgrat el sòl relativament pobre en nutrients, la llarga estació seca i la poca pluviositat en algunes zones, el bosc és la llar de moltes espècies, incloses diverses espècies d'ocells endèmics. L'arbre predominant és el miombo (espècie Brachystegia). També proporciona menjar i coberta per a mamífers com l'elefant africà de sabana (Loxodonta africana), el gos salvatge africà (Lycaon pictus), l'antílop sabre (Hippotragus niger) i el búbal de Lichtenstein (Sigmoceros lichtensteinii).